# 合肥北城新区
合肥北城新区是中国安徽省合肥市的一个新建城市区域，紧邻庐阳区，但目前行政上仍隶属于长丰县。该区的定位是成为合肥国际化都市区的北部门户。

## 概况
北城新区于2007年获批，规划面积100平方公里，核心区70平方公里，包括双墩镇、岗集镇、双凤开发区等长丰县南部地区，目前人口30万。 建设多年以来，目前该区已拥有北城中学、北城实验中学等四十余所学校，北城投资与建设办公室，高铁站合肥北城站，以及正在兴建的中科大附属医院北城医院。